# Саєнко Іван Єгорович
Іван Єгорович Саєнко (26 березня 1921, с. Новобахмутовка, Донецька губернія, нині  Покровського району Донецької області — 22 серпня 1994) — український літературознавець, ректор Ізмаїльського державного педагогічного інституту.

## Біографія
І. Є Саєнко народився 26 березня 1921 року в селі Новобахмутовка на Донбасі (нині Ясиноватського району Донецької області).
У 1941—1945 роках перебував у лавах Червоної Армії, воював у складі частин Південно-Західного, 2-го та 3-го Українських фронтів.
1947 року закінчив філологічний факультет Одеського державного університету. Навчався в аспірантурі.
У 1950-х роках обіймав посаду старшого викладача кафедри української літератури Одеського державного педагогічного інституту імені К. Д. Ушинського.
У 1955 році захистив дисертацію «Леся Українка — літературний критик: естетичні принципи літературно-критичної діяльності» на здобуття наукового ступеня кандидата філологічних наук. Згодом присвоєно вчене звання доцента.
У 1958—1962 роках працював ректором Ізмаїльського державного педагогічного інституту.
З початку 1960 років викладав в Одеському державному університеті імені  І. І. Мечникова. Протягом 1971—1981 років обіймав посаду доцента кафедри української літератури.
Помер 22 серпня 1994 року.

## Наукова діяльність
Досліджував творчість Лесі Українки, історію української літератури XX століття.

### Деякі праці
- «Неоромантизм» Лесі Українки /І. Є. Саєнко// Наукові записки Ізмаїльського педагогічного інституту. — 1961. — Вип. 2. — С. 68—76.
- До з'ясування ролі біблійних мотивів у творчості Т. Г. Шевченка / І. Є. Саєнко // Праці Одеського державного університету імені І. І. Мечникова. Серія: Філологічні науки. — 1962. — Т. 152, вип. 14: Т. Г. Шевченко. — С. 34—39.
- Про ідейно-художню концепцію поеми І. Франка «Похорон» / І. Є. Саєнко // Українське літературознавство. — 1970. — Вип. 11. — С. 39—46.
- Серед щирих друзів: Леся Українка в Одесі / І. Є. Саєнко // Горизонт. — Одеса: Маяк, 1971. — С. 54—57.
- Франко про діалектичний зв'язок національного й інтернаціонального в історико-літературному процесі/ І. Є. Саєнко// Українське літературознавство. — 1977. — Вип. 28. — С. 34—41.
- З болгарських контактів Лесі Українки / І. Є. Саєнко // Українське літературознавство. — 1978. — Вип. 31. — С. 75—82.
- Пьеса Н. Зарудного «Тыл»: жанрово-композиционные особенности/ И. Е. Саенко// Вопросы литературы народов СССР. — 1978. — Вып. 4. — С. 101—110.

## Нагороди
- Ордени Олександра Невського, Вітчизняної війни 1 ступеня.